# Au am Leithaberge
Au am Leithaberge osztrák mezőváros Alsó-Ausztria Bruck an der Leitha-i járásában. 2022 januárjában 953 lakosa volt. 

## Elhelyezkedése

Au am Leithaberge a Bruck an der Leitha-i járásban

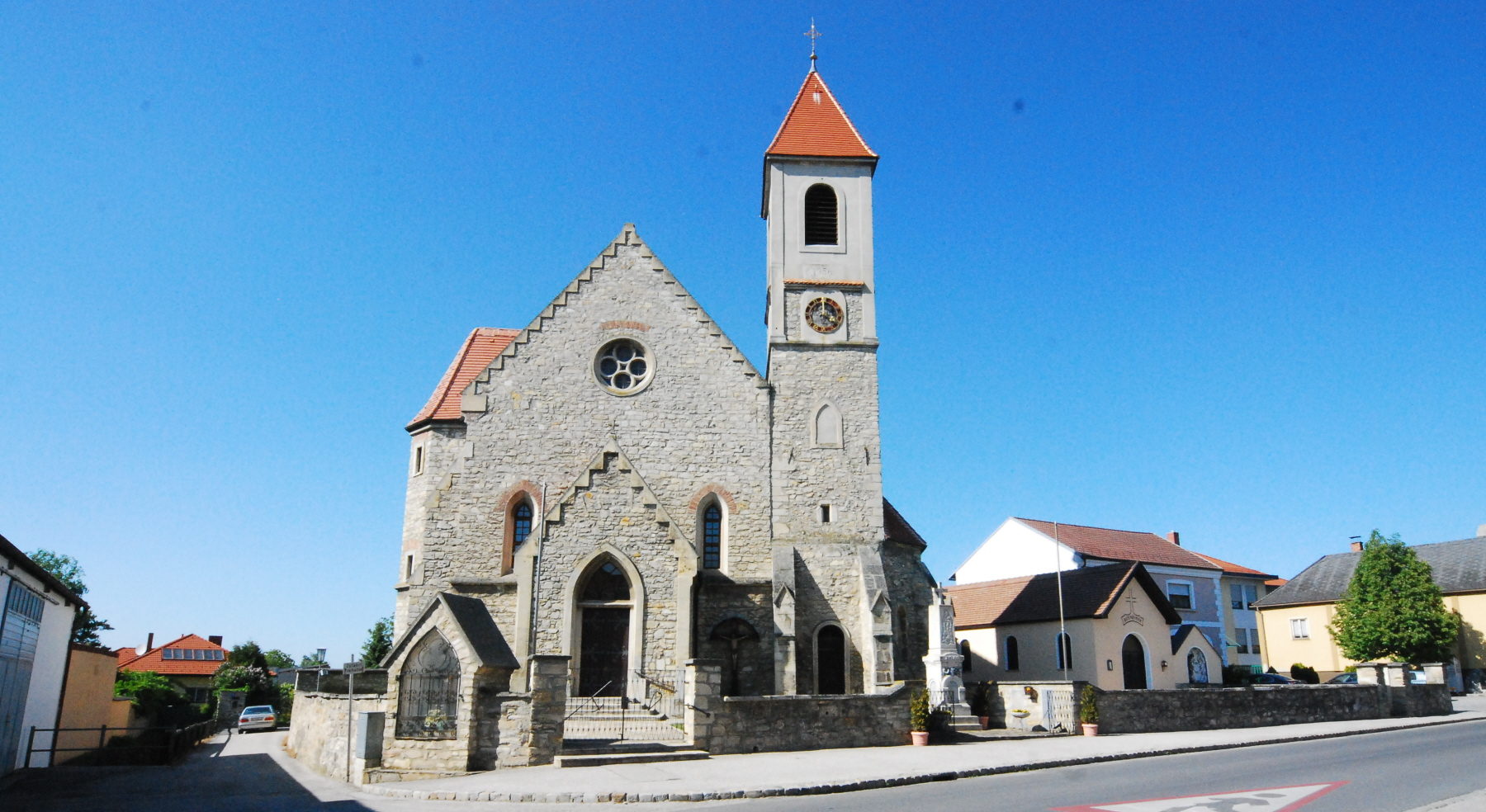
A Szt. Miklós-plébániatemplom

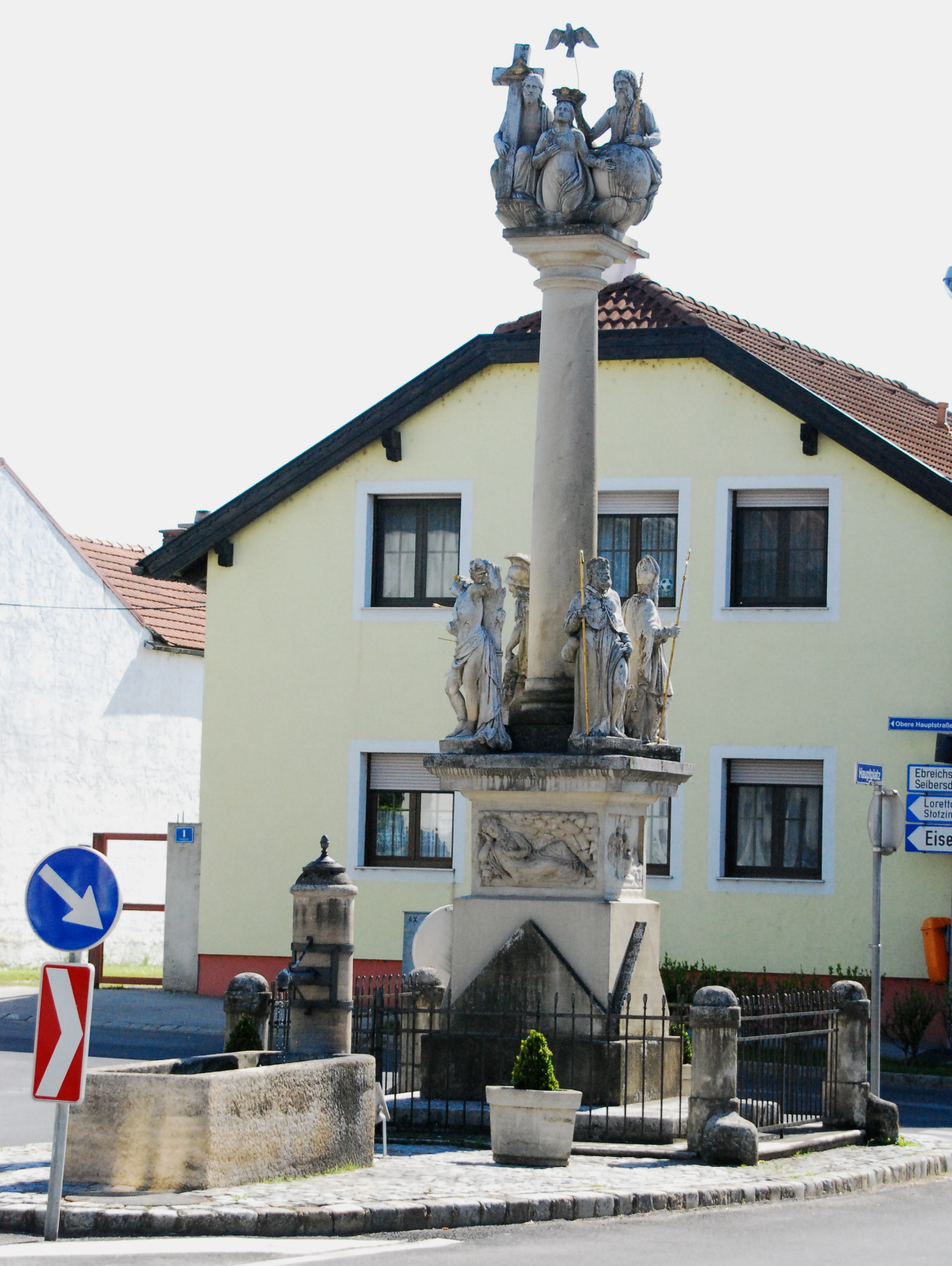
A Szentháromság-oszlop

Au am Leithaberge a tartomány Industrieviertel régiójában fekszik, a Lajta-hegység nyugati peremén. Területének 36,4%-a erdő, 56% áll mezőgazdasági művelés alatt. Az önkormányzathoz egyetlen település és katasztrális község tartozik. 
A környező önkormányzatok: északnyugatra Seibersdorf, északkeletre Hof am Leithaberge, délkeletre Fertőfehéregyháza, délre Sérc és Oszlop, nyugatra Lajtaszék és Lajtapordány (utóbbi öt Burgenlandban).

## Története
A mezőváros területén két korai kelta (La Tène-kultúrához tartozó) temetőt tártak fel a régészek 28, ill. 17 sírral. 
Aut 1250-ben említik először. 1554-ben mezővárosi jogokat kapott. A Szt. Miklós-plébániatemplomot a 13. században alapították, a mai épület 1876-ban készült. Az osztrák címjegyzék szerint 1938-ban Au községben három pék, egy bognár, egy hentes, két fodrász, három vendéglős, három vegyeskereskedő, egy bába, egy fakereskedő, négy mezőgazdasági termékkereskedő, egy kőművesmester, egy molnár, egy lakatos, egy kovács, három szabó, két suszter, egy szódavízgyártó, két ács, egy élelmiszerkereskedő, egy kerékgyártó és számos földműves élt.

## Lakosság
Az Au am Leithaberge-i önkormányzat területén 2022 januárjában 953 fő élt. A lakosságszám 1869 óta 800-950 között stagnál. 2020-ban az ittlakók 92,7%-a volt osztrák állampolgár; a külföldiek közül 0,5% a régi (2004 előtti), 5,5% az új EU-tagállamokból érkezett. 1,1% az egykori Jugoszlávia (Szlovénia és Horvátország nélkül) vagy Törökország, 0,2% egyéb országok polgára volt. 2001-ben a lakosok 90,2%-a római katolikusnak, 1,7% evangélikusnak, 1,1% ortodoxnak, 6,4% pedig felekezeten kívülinek vallotta magát. Ugyanekkor a legnagyobb nemzetiségi csoportot a németek (95,9%) mellett a magyarok alkották 1%-kal.
A népesség változása:

| 2016 | 945 |
| 2018 | 934 |

## Látnivalók
- a Szt. Miklós-plébániatemplom
- az ún. nemesi malmok (Edelmühle)
- az 1829-ben emelt Szentháromság-oszlop

## Fordítás
- Ez a szócikk részben vagy egészben  az   Au am Leithaberge című német Wikipédia-szócikk ezen változatának fordításán alapul.  Az eredeti cikk szerkesztőit annak laptörténete sorolja fel. Ez a jelzés csupán a megfogalmazás eredetét és a szerzői jogokat jelzi, nem szolgál a cikkben szereplő információk forrásmegjelöléseként.